# Stomatopora thalassae
Stomatopora thalassae is een mosdiertjessoort uit de familie van de Stomatoporidae. De wetenschappelijke naam van de soort is voor het eerst geldig gepubliceerd in 1979 door Harmelin.